# Andrea Bagioli
Andrea Bagioli, nascido a 23 de março de 1999 em Ganda, é um ciclista italiano, membro da equipa Deceuninck-Quick Step. É o irmão cadet de Nicola Bagioli, igualmente corredor ciclista

## Biografia
Em maio de 2019, durante a Ronde d'Isard, uma carreira de quatro dias, consegue a segunda e a terceira etapa desta prova, antes de adjudicar-se a classificação final durante a última jornada

## Palmarés
2018 (como amador)
- Toscana-Terra di ciclismo-Coppa delle Nazioni, mais 1 etapa

2019
- Troféu Cidade de San Vendemiano
- Ronde d'Isard, mais 2 etapas[5]
- 1 etapa do Giro do Vale de Aosta
- Piccolo Giro de Lombardia[6]

## Classificações mundiais
| Ano             | 2018  |
| UCI Europe Tour | 386.º |